# Льонок японський
Льонок японський (Linaria japonica) — вид квіткових рослин родини подорожникові (Plantaginaceae).

## Поширення
Рослина поширена на північному сході Китаю, у Кореї, Японії (Хонсю, Хокайдо), Росії (Сахалін, Курильські острови). Зростає на кам'янистих південних схилах, морському узбережжі.

## Опис
Багаторічна трав'яниста рослина висотою 15-25 см. Стебла лежачі. Листя овальне або довгасто-овальне, більш-менш м'ясисте. Суцвіття малоквіткове, шпорка коротк, трохи загнута.

## Застосування у медицині
З лікувальною метою заготовляють траву (стебла, листя, квітки). Рослина містить іридоїди (антирринозид, антирид, лінариозид), вуглеводи, манітол, дитерпеноїди (лінариенон, лінаридіаль), флавоноїди (лінарин, пектолінарин, ацетилпектолінарин, цинарин). Водний настій трави в експерименті проявляє гіпотензивну дію, збільшує пульсову хвилю, прискорює і поглиблює дихання. Настій трави в японській медицині використовується як сечогінний.